# Meilleurs passeurs du championnat d'Angleterre de football
Cet article liste les meilleurs passeurs du championnat d'Angleterre de football depuis la création de la Premier League en 1992.
Le Gallois Ryan Giggs est le meilleur passeur de l'histoire du Championnat d'Angleterre avec 162 passes décisives.

## Classement général
Ce tableau retrace les meilleurs passeurs du Championnat d'Angleterre de football.
Les joueurs évoluant actuellement en Premier League sont inscrits en caractères gras.
| Rang | Joueur          | Période   | Clubs successifs                                                                                   | Matchs | Ratio | Passes décisives |
| ---- | --------------- | --------- | -------------------------------------------------------------------------------------------------- | ------ | ----- | ---------------- |
| 1    | Ryan Giggs      | 1992-2014 | Manchester United                                                                                  | 632    | 0,26  | 162              |
| 2    | Kevin De Bruyne | 2013-     | Chelsea FC, Manchester City                                                                        | 288    | 0,41  | 119              |
| 3    | Cesc Fàbregas   | 2004-2018 | Arsenal FC, Chelsea FC                                                                             | 350    | 0,32  | 111              |
| 4    | Wayne Rooney    | 2002-2018 | Everton FC, Manchester United                                                                      | 491    | 0,21  | 103              |
| 5    | Frank Lampard   | 1996-2015 | West Ham United, Chelsea FC, Manchester City                                                       | 609    | 0,17  | 102              |
| 6    | Dennis Bergkamp | 1995-2006 | Arsenal FC                                                                                         | 315    | 0,30  | 94               |
| 7    | David Silva     | 2010-2020 | Manchester City                                                                                    | 309    | 0,30  | 93               |
| 8    | Steven Gerrard  | 1998-2015 | Liverpool FC                                                                                       | 504    | 0,18  | 92               |
| 9    | James Milner    | 2002-     | Leeds United, Newcastle United, Aston Villa, Manchester City, Liverpool FC, Brighton & Hove Albion | 639    | 0,14  | 89               |
| 10   | Mohamed Salah   | 2014-     | Chelsea FC, Liverpool FC                                                                           | 302    | 0,29  | 87               |

## Palmarès

### Palmarès par édition
Ce tableau retrace les meilleurs passeurs du Championnat d'Angleterre de football par saison depuis 1992-1993.
Le record de passes décisives sur une saison est détenu par Thierry Henry et Kevin De Bruyne avec 20 passes décisives réalisées respectivement avec le Arsenal FC lors de la saison 2002-2003 et Manchester City lors de la 2019-2020.
| Saison    | Joueur                                  | Club                               | Passes décisives |
| --------- | --------------------------------------- | ---------------------------------- | ---------------- |
| 1992-1993 | Éric Cantona                            | Manchester United                  | 16               |
| 1993-1994 | Andy Cole                               | Newcastle United                   | 13               |
| 1994-1995 | Matthew Le Tissier                      | Southampton FC                     | 15               |
| 1995-1996 | Steve McManaman                         | Liverpool FC                       | 15               |
| 1996-1997 | Éric Cantona                            | Manchester United                  | 12               |
| 1997-1998 | David Beckham                           | Manchester United                  | 13               |
| 1998-1999 | Dennis Bergkamp Jimmy Floyd Hasselbaink | Arsenal FC Leeds United            | 13               |
| 1999-2000 | David Beckham Nolberto Solano           | Manchester United Newcastle United | 15               |
| 2000-2001 | David Beckham                           | Manchester United                  | 12               |
| 2001-2002 | Robert Pirès                            | Arsenal FC                         | 15               |
| 2002-2003 | Thierry Henry                           | Arsenal FC                         | 20               |
| 2003-2004 | Muzzy İzzet                             | Leicester City FC                  | 14               |
| 2004-2005 | Frank Lampard                           | Chelsea FC                         | 18               |
| 2005-2006 | Didier Drogba                           | Chelsea FC                         | 11               |
| 2006-2007 | Wayne Rooney Cesc Fàbregas              | Manchester United Arsenal FC       | 11               |
| 2007-2008 | Cesc Fàbregas                           | Arsenal FC                         | 16               |
| 2008-2009 | Robin van Persie Frank Lampard          | Arsenal FC Chelsea FC              | 10               |
| 2009-2010 | Frank Lampard                           | Chelsea FC                         | 14               |
| 2010-2011 | Nani                                    | Manchester United                  | 14               |
| 2011-2012 | David Silva                             | Manchester City                    | 15               |
| 2012-2013 | Juan Mata                               | Chelsea FC                         | 12               |
| 2013-2014 | Steven Gerrard                          | Liverpool FC                       | 13               |
| 2014-2015 | Cesc Fàbregas                           | Chelsea FC                         | 18               |
| 2015-2016 | Mesut Özil                              | Arsenal FC                         | 19               |
| 2016-2017 | Kevin De Bruyne                         | Manchester City                    | 18               |
| 2017-2018 | Kevin De Bruyne                         | Manchester City                    | 16               |
| 2018-2019 | Eden Hazard                             | Chelsea FC                         | 15               |
| 2019-2020 | Kevin De Bruyne                         | Manchester City                    | 20               |
| 2020-2021 | Harry Kane                              | Tottenham Hotspur                  | 14               |
| 2021-2022 | Mohamed Salah                           | Liverpool FC                       | 13               |
| 2022-2023 | Kevin De Bruyne                         | Manchester City                    | 16               |
| 2023-2024 | Ollie Watkins                           | Aston Villa                        | 13               |
| 2024-2025 | Mohamed Salah                           | Liverpool FC                       | 18               |

### Palmarès par joueur
Le Belge Kevin De Bruyne compte quatre titres de meilleur passeur du championnat d'Angleterre.
| Rang | Joueur          | Titres | Club(s)                |
| ---- | --------------- | ------ | ---------------------- |
| 1    | Kevin De Bruyne | 4      | Manchester City        |
| 2    | David Beckham   | 3      | Manchester United      |
| 2    | Frank Lampard   | 3      | Chelsea FC             |
| 2    | Cesc Fàbregas   | 3      | Arsenal FC, Chelsea FC |
| 5    | Éric Cantona    | 2      | Manchester United      |
| 5    | Mohamed Salah   | 2      | Liverpool FC           |

* titre partagé par deux joueurs ou plus.

### Palmarès par club
Manchester United, Arsenal FC et le Chelsea FC ont eu sept fois dans leur équipe le meilleur passeur du championnat d'Angleterre.
| Rang | Club              | Titres | Joueurs                                                                                           |
| ---- | ----------------- | ------ | ------------------------------------------------------------------------------------------------- |
| 1    | Manchester United | 7      | Éric Cantona (×2), David Beckham* (x3), Wayne Rooney*, Nani                                       |
| 1    | Arsenal FC        | 7      | Dennis Bergkamp*, Robert Pirès, Thierry Henry, Cesc Fàbregas* (×2), Robin van Persie*, Mesut Özil |
| 1    | Chelsea FC        | 7      | Frank Lampard* (x3), Didier Drogba, Juan Mata, Cesc Fàbregas, Eden Hazard                         |
| 4    | Manchester City   | 5      | David Silva, Kevin De Bruyne (x4)                                                                 |
| 5    | Liverpool FC      | 4      | Steve McManaman, Steven Gerrard, Mohamed Salah (x2)                                               |
| 6    | Newcastle United  | 2      | Andy Cole, Nolberto Solano*                                                                       |

* titre partagé par deux joueurs ou plus.

### Palmarès par pays
L'Angleterre a eu treize fois l'un de ses représentants titré meilleur passeur du championnat d'Angleterre.
| Rang | Titres     | Pays | Joueurs |
| ---- | ---------- | ---- | --- |
| 1    | Angleterre | 13   | Andy Cole, Matthew Le Tissier, Steve McManaman, David Beckham* (x3), Frank Lampard* (x3), Wayne Rooney*, Steven Gerrard, Harry Kane, Ollie Watkins |
| 2    | Espagne    | 5    | Cesc Fàbregas* (x3), David Silva, Juan Mata |
| 2    | Belgique   | 5    | Kevin De Bruyne (x4), Eden Hazard |
| 4    | France     | 4    | Éric Cantona (×2), Robert Pirès, Thierry Henry |
| 5    | Pays-Bas   | 3    | Dennis Bergkamp* et Jimmy Floyd Hasselbaink* (la même année), Robin van Persie*                                                                    |
| 6    | Égypte     | 2    | Mohamed Salah (x2) |

* titre partagé par deux joueurs ou plus.